# William Prager
William Prager (né Willy Prager le 23 mai 1903 à Karlsruhe et mort le 17 mars 1980 à Savognin/Zürich), est un ingénieur et mathématicien allemand naturalisé américain, passé à la postérité pour ses contributions à la théorie de la plasticité.

## Biographie
William Prager a étudié le génie civil à l’université de technologie de Darmstadt, dont il est sorti ingénieur diplômé en 1926 avec un mémoire consacré à la cinématique des treillis (Beitrag zur Kinematik des Raumfachwerks). Il avait épousé en 1925 Gertrude "Ann" Heyer. Il travaille comme privat-docent à Darmstadt (1926-1928) puis à Göttingen, où il entre en contact avec Ludwig Prandtl. En 1932, Prager, déjà connu à l'étranger par ses publications dans divers domaines des mathématiques appliquées, est nommé professeur de génie mécanique et directeur de l'Institut de mécanique de Karlsruhe : il est alors le plus jeune professeur d'Allemagne ; mais l'arrivée au pouvoir de Hitler et l'adoption des lois raciales le chassent de la fonction publique. Décidé à s'opposer à ces mesures discriminatoires, Prager porte plainte et obtient par jugement une indemnité compensant la perte de salaire qu'il aurait eu en continuant à enseigner. Il fut même autorisé à reprendre ses cours à l'université, mais ne donna pas suite : à la fin de 1933, il rejoint le flot des exilés allemands qui ont trouvé refuge en Turquie, qualifiés de haymatloz  (« apatride »), et obtient la chaire de mécanique rationnelle de l’Université technique d'Istanbul. Là, il apprend le turc en l'espace de deux ans et poursuit ses recherches. Il publie deux manuels en langue turque : l'un de géométrie descriptive, et l'autre de mécanique élémentaire.
Quand éclate la Seconde Guerre mondiale et qu'en 1940 l'armée allemande déferle sur l'Europe, Prager se résout à émigrer aux USA, où il obtient une offre de poste par l’université Brown. Le voyage fut difficile : il dut effectuer de multiples et coûteux détours avant de traverser l'Atlantique. Aux États-Unis, il retrouva l'un de ses collègues de Göttingen, Otto Neugebauer. Sous l'autorité de Prager, l'université Brown devint l'un des principaux foyers d'étude de la théorie de la plasticité en Amérique du Nord : il y forma Daniel C. Drucker (1918–2001), avec lequel il précisa les applications de la théorie à la mécanique des sols, et Philip G. Hodge.
Au mois d'avril 1943, Prager fonde le journal Quarterly of Applied Mathematics dont il sera pendant 20 ans (jusqu'en 1965) l'éditeur.
En 1963 il démissionne de l'université Brown (qui l'élèvera toutefois plus tard au rang de professeur émérite) pour le poste de consultant au centre de recherches d'IBM à Zürich. En 1965, il obtient la chaire de mécanique appliquée de université de Californie à San Diego, et il prend sa retraite en 1973 à Savognin.

## Distinctions
En 1951, Prager est élu à l'Académie américaine des arts et des sciences, en 1968 à la National Academy of Sciences. Il était en outre membre de la National Academy of Engineering et de l’Académie des sciences (France). Il a été lauréat de la médaille Timoshenko de l’American Society of Mechanical Engineers et de la médaille Kármán de l’American Society of Civil Engineers. 
Il a été docteur honoris causa de l'université de Liège, de l'université de Poitiers, de l'École polytechnique de Milan, de l'université de Waterloo, de l'université Gottfried Wilhelm Leibniz de Hanovre, de l'université Brown, de l'université de Manchester, de l'université libre de Bruxelles et de l'université de Stuttgart.

## La médaille William-Prager
Depuis 1983, la Society of Engineering Science décerne en hommage à William Prager un prix scientifique pour récompenser les contributions les plus marquantes en mécanique du solide théorique ou expérimentale, la médaille William Prager.

## Écrits
- (en coll. avec Kurt Hohenemser) Dynamik der Tragwerke. Eine Schwingungslehre für Bauingenieure, Springer 1933
- (en coll. avec Richard von Mises et G. Kuerti) Theory of Flight, New York, McGraw-Hill, 1945.
- The extremum principles in the mathematical theory of elasticity and their use in stress analysis, Bulletin University of Washington Engineering Experiment Station, Seattle, 1950 (sur les applications de la méthode de l’hypercercle)
- (en coll. avec Philip G. Hodge) The theory of perfectly plastic solids, Wiley 1951
- Probleme der Plastizitätstheorie, Birkhäuser 1954
- Theorie ideal plastischer Körper, Springer 1954
- An introduction to plasticity, Addison-Wesley 1959
- Einführung in die Kontinuumsmechanik, Birkhäuser 1961 (conférences données à l’École polytechnique de Zürich)
- Introduction to basic Fortran programming and numerical methods, Blaisdell 1965
- Introduction to structural optimization, 1974 (conférences données à Udine)